# 246-й отдельный сапёрный батальон
246-й отдельный сапёрный батальон  — воинская часть в вооружённых силах СССР во время Великой Отечественной войны.

## История
Сформирован летом 1939 года, в составе 47-го стрелкового корпуса принимал участие в Зимней войне.
В июне 1941 года дислоцировался в Бобруйске
В составе действующей армии с 22 июня 1941 года по 1 февраля 1942 года.
23 июня 1941 года батальонная школа младшего комначсостава убыла вместе с управлением корпуса под Барановичи; сам батальон по-видимому оставался в Бобруйске. К 27 июня 1941 года управление корпуса вернулось в Бобруйск и батальон, численностью в 365 человек (успевший к тому времени получить пополнение из мобилизованных), вошёл в сводный отряд Поветкина. 28-30 июня 1941 года ведёт бои за Бобруйск, затем отходит, в ночь на 2 июля 1941 года переправляется через Днепр в районе Рогачёва. На 3 июля 1941 года в батальоне оставалось 96 человек личного состава, 5 июля 1941 года батальон отведён в район Новозыбкова, а затем и в тыл.
Был восстановлен в составе Резервного фронта и в августе 1941 года передан в состав 43-й армии, устраивает оборону и заграждения по Десне южнее Ельни, в августе-сентябре 1941 года ведёт там бои. В конце сентября 1941 года передан в 49-ю армию и передислоцирован в район Калуги, где находится на Можайской линии обороны. В ноябре 1941 батальон передан в 33-ю армию и направлен на наро-фоминское направление.
1 февраля 1942 года переформирован в 246-й отдельный инженерный батальон 33-й армии

### Подчинение
| Подчинение по месяцам | Подчинение по месяцам | Подчинение по месяцам | Подчинение по месяцам  | Подчинение по месяцам |
| Дата                  | Фронт (округ)         | Армия                 | Корпус (группа)        | Примечания            |
| --------------------- | --------------------- | --------------------- | ---------------------- | --------------------- |
| 22 июня 1941 года     | Западный фронт        | -                     | 47-й стрелковый корпус | -                     |
| 01 июля 1941 года     | Западный фронт        | 4-я армия             | 47-й стрелковый корпус | -                     |
| 10 июля 1941 года     | Западный фронт        | 4-я армия             | 47-й стрелковый корпус | -                     |
| 1 августа 1941 года   | Резервный фронт       | -                     | -                      | -                     |
| 1 сентября 1941 года  | Резервный фронт       | 43-я армия            | -                      | -                     |
| 1 октября 1941 года   | Резервный фронт       | 49-я армия            | -                      | —                     |
| 1 ноября 1941 года    | -                     | -                     | -                      | нет данных            |
| 1 декабря 1941 года   | Западный фронт        | -                     | -                      | —                     |
| 1 января 1942 года    | Западный фронт        | 33-я армия            | -                      | —                     |
| 1 февраля 1942 года   | Западный фронт        | 33-я армия            | -                      | —                     |

## Другие инженерные и сапёрные подразделения с тем же номером
- 246-й отдельный инженерный батальон 33-й армии
- 246-й отдельный инженерный батальон Ленинградского фронта
- 246-й отдельный моторизованный инженерный батальон 15-й инженерно-лыжной бригады
- 246-й отдельный моторизованный инженерный батальон 17-й сапёрной бригады
- 246-й отдельный инженерно-сапёрный батальон
- 246-й отдельный инженерно-минный батальон